# 希什科韋
48°38′40″N 39°13′18″E / 48.64444°N 39.22167°E
希什科韋（烏克蘭語：Шишкове）是位於烏克蘭東部的村莊，由盧甘斯克州卢甘斯克区的卢汉斯克市镇負責管轄。該村始建於1962年，面積0.53平方公里，海拔高度158米，2001年人口267，人口密度每平方公里503.8人。